# Termoluminiscentni dozimeter
Termoluminiscentni dozimeter (TLD) je naprava za merjenje ionizirajočega sevanja, ki izkorišča pojav termoluminiscence. Z obsevanjem materiala povzročimo vzbujanje. Elektroni, ujeti v metastabilnih vzbujenih stanjih, se ob segrevanju lahko vrnejo v osnovna stanja. Pri tem izsevajo foton, ki ga zazna fotopomnoževalka v dozimetru in na podlagi števila fotonov izračuna jakost sevanja.
Najpogostejši material, ki se uporablja za termoluminiscentno dozimetrijo je, litijev fluorid, dopiran z magnezijem in titanom. Glede na delež zastopanosti izotopov 6Li in 7Li je komercialno dostopnih več različic termoluminiscentnih dozimetrov iz litijevega fluorida po imenih TLD 100, TLD 600, TLD 700 idr.